# Bertrange-Gare
Bertrange-Gare (lb. Bartreng-Gare) – mała miejscowość (lieu-dit) w południowym Luksemburgu, w kantonie Luksemburg, w gminie Bertrange. Do 3 października 2015 miejscowość leżała w dystrykcie Luksemburg.